# Sasa heterotricha
Sasa heterotricha là một loài thực vật có hoa trong họ Hòa thảo. Loài này được Koidz. miêu tả khoa học đầu tiên năm 1935.